# Neomys fodiens
 (août 2011).
Si vous disposez d'ouvrages ou d'articles de référence ou si vous connaissez des sites web de qualité traitant du thème abordé ici, merci de compléter l'article en donnant les références utiles à sa vérifiabilité et en les liant à la section « Notes et références ».
Répartition géographique
Espèce
Statut de conservation UICN

 LC  : Préoccupation mineure
Neomys fodiens, appelé Crossope aquatique, ou Crossope, Musaraigne d'eau, Musaraigne aquatique, Musaraigne ciliée ou encore Musaraigne porte-rame, est une espèce de mammifère insectivore de la famille des Soricidae. C'est la plus grosse et la plus remarquable des musaraignes d'Europe. Elle mène une vie semi-aquatique dans les fleuves et les ruisseaux. Il s'agit d'une espèce protégée depuis 1981.

## Morphologie

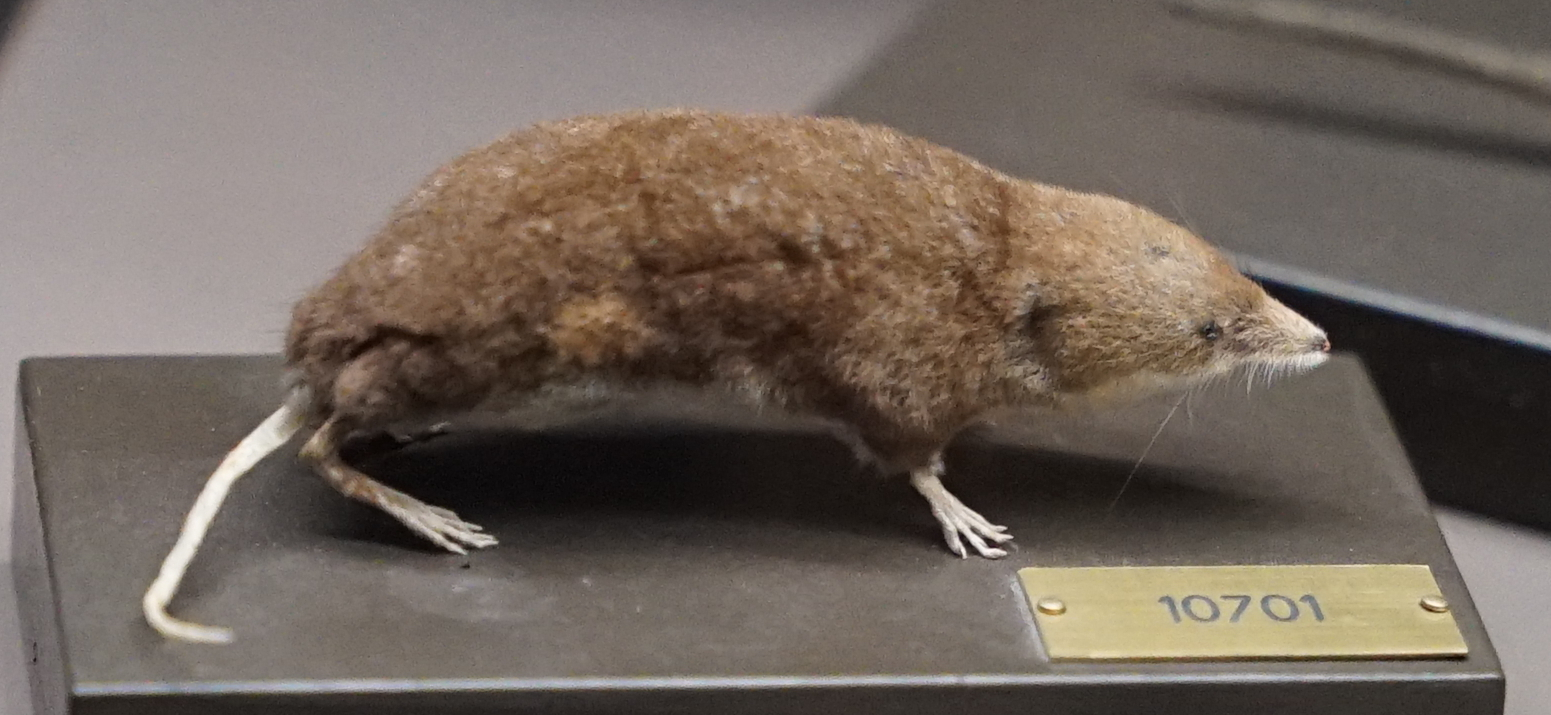
Naturalisée au Muséum-aquarium de Nancy.

On trouve parfois des individus noirs, dits « mélaniques » (on les a un temps considérés comme une sous-espèce, ce qui a finalement été invalidé par des analyses génétiques) ou roux (peut-être à la suite de l'ingestion d'espèces de gammares ou autres crustacés riches en pigments rouges, car en captivité ils retrouvent leur couleur "normale" à la mue).

## Alimentation
La musaraigne aquatique sort régulièrement de son nid pour aller chercher sa nourriture dans l'eau, essentiellement des crustacés et d'autres animaux aquatiques, ainsi que des gastéropodes et des insectes. Elle capture aussi des proies plus grandes, comme des grenouilles ou des petits poissons.

Sur la terre ferme, la musaraigne s'affaire beaucoup, explorant tous les coins et recoins avec son long museau sensible, prête à bondir sur les vers de terre et les insectes. Dans l'eau, elle chasse sur le fond de la rivière en fouillant sous les pierres et dans les herbes de la même façon que sur la terre ferme, et remonte rapidement (elle peut rester 20 secondes sous l'eau) en tenant sa proie.

La bouche de la musaraigne aquatique porte de nombreuses dents pointues et contenant du venin qui lui permettent de tenir une proie même beaucoup plus grosse qu'elle tout en la mâchant. Une musaraigne aquatique mange quotidiennement plus que son propre poids. Les musaraignes peuvent stocker de la nourriture en période d'abondance.

## Mœurs
La musaraigne aquatique est un animal agressif et solitaire, chacune occupant un territoire qu'elle défend contre tout intrus. Elle creuse un terrier dans une berge, puis fabrique une boule de racines, de mousse et d'herbes dont elle garnit le nid.
La musaraigne aquatique est active de jour comme de nuit, et son temps est partagé entre les périodes d'activité et de repos. Elle se déplace par petits bonds sur le sol et n'aime pas rester trop longtemps dans l'eau. Elle revient souvent sur la berge pour se sécher, en se glissant dans l'étroit passage de son terrier pour chasser l'eau de sa fourrure avant de se toiletter longuement.

## Reproduction
La musaraigne aquatique est particulièrement active au printemps, même si la saison de reproduction varie avec les temps. L'accouplement est violent. Le mâle approche la femelle avec prudence pour savoir si elle est en chaleur. Sinon, ils peuvent se battre. Lorsque l'accouplement a lieu, le mâle est très agressif et favorise peut-être ainsi l'ovulation chez la femelle.
Celle-ci s'accouple souvent encore après la naissance de sa première portée, la seconde naissant ainsi juste après la dispersion de la première.

## Répartition

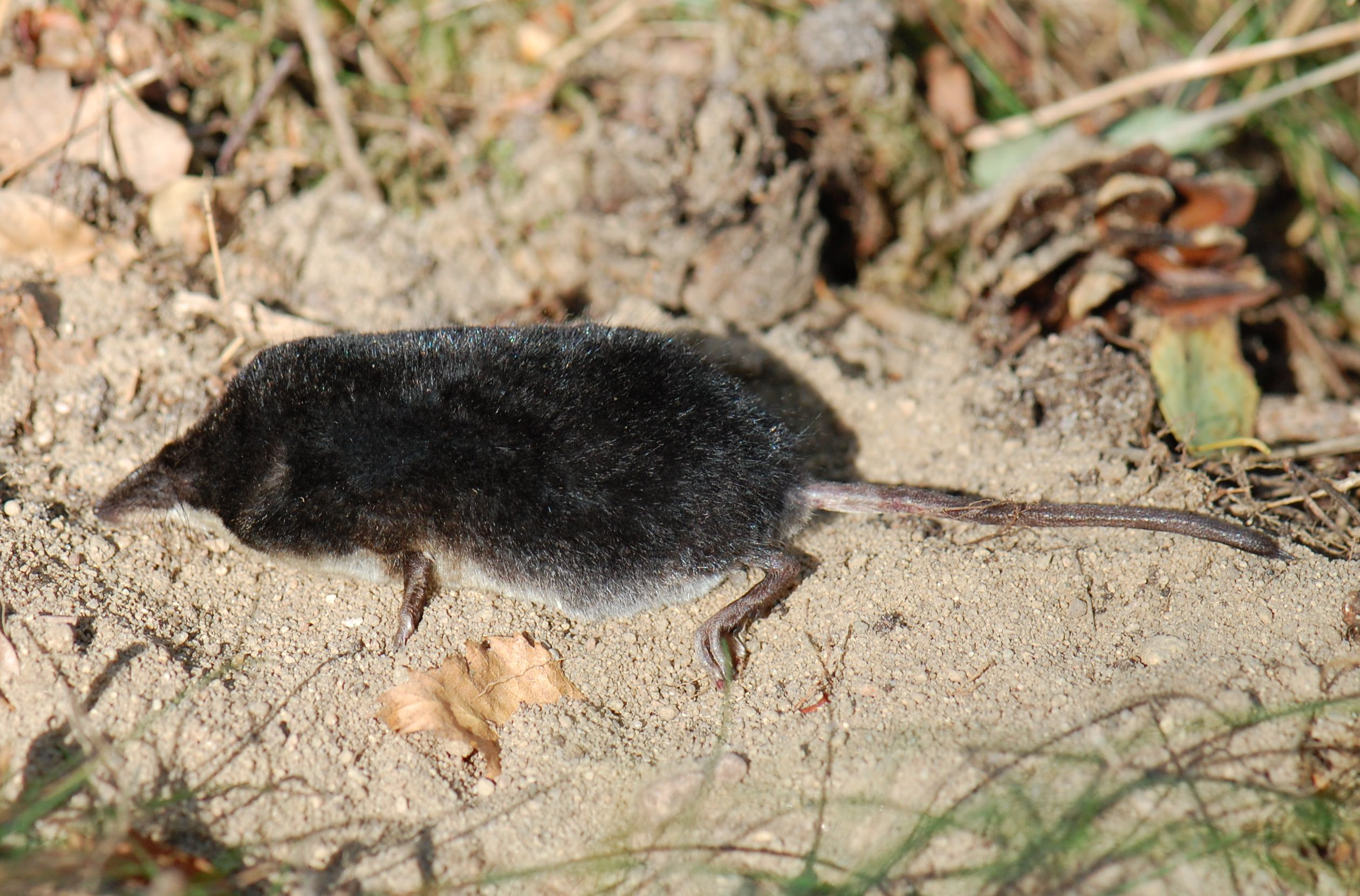
Spécimen en Allemagne.

Écozone paléarctique, France métropolitaine sauf Corse du niveau de la mer jusqu'à 2 000 m, toute l'Europe centrale et du Nord, Asie jusqu'à la presqu'île de Sakhaline.

## Bioindicateur?
En tant que petit prédateur semi-aquatiques d'invertébrés d'eau douce, en raison de leur habitat,, et en considérant que la qualité de l'eau affecte négativement la diversité et l'abondance des invertébrés aquatiques (macroinvertébrés en particulier, considérés comme de bons bioindicateurs), les musaraignes aquatiques ont été intuitivement proposées ou considérées comme bioindicateur vertébré de la qualité de l'eau.  Les cartes anglaises de distribution ne confirmaient pas par exemple de liens avec la qualité de l'eau. Une étude récente conclut que cette espèce (Neomys fodiens) ne peut pas être considérée comme un bon bioindicateur de la qualité de l'eau.
Cette étude est fondée sur des pièges-tubes posés durant  plus de 3 ans sur 26 endroits différents quant à la qualité de l'eau, dans les zones humides du Sussex (Royaume-Uni). L'étude a porté sur la présence/absence de musaraigne aquatique sur ces sites, en évaluant l'activité des musaraignes (mesurées par le nombre d'excréments laissés dans les pièges). Parallèlement, la qualité physico-chimique de l'eau a été mesurée via six paramètres analysés (oxygène dissous, pH, température, ammoniac, nitrate et phosphate) et deux indices dérivés d'indicateurs biologiques (via la composition des populations d'invertébrés aquatiques). L'étude n'a pas permis de mettre en évidence une corrélation entre qualité du milieu (physique, chimique ou biologique) et présence de cette musaraigne.
Les résultats suggèrent que la présence/absence de la musaraigne d'eau et sa fréquence sont plus liés à l'environnement général et à la saison qu'à la qualité de l'eau elle-même. Ces musaraignes se sont montrées plus tolérantes qu'on ne l'imaginait à de mauvaises qualités d'eau (ces eaux sont parfois pauvres en biodiversité, mais riches en quelques espèces considérées comme de mauvais bioindicateurs tels que grands chironomidés par exemple), ce qui peut aussi intéresser les gestionnaires de milieux naturels prenant en compte cette espèce dans leurs plans de gestion.